# Gnomulus roingii
Espèce
Gnomulus roingii est une espèce d'opilions laniatores de la famille des Sandokanidae.

## Distribution
Cette espèce est endémique d'Arunachal Pradesh en Inde. Elle se rencontre dans le district de la vallée du bas Dibang vers Roing.

## Description
La femelle  holotype mesure 3,60 mm.

## Systématique et taxinomie
Cette espèce a été décrite par Bastawade en 2006.

## Étymologie
Son nom d'espèce lui a été donné en référence au lieu de sa découverte, Roing.

## Publication originale
- Bastawade, « Arachnida: Scorpionida, Uropygi, Schizomida and Oncopodid opiliones (Chelicerata) », Fauna of Arunachal Pradesh (partie 2), Zoological Survey of India, State Fauna Series, no 13,‎ 2006, p. 449-465.